# 卡利尼夫卡 (傑米季夫卡區)
50°24′58″N 25°27′2″E / 50.41611°N 25.45056°E

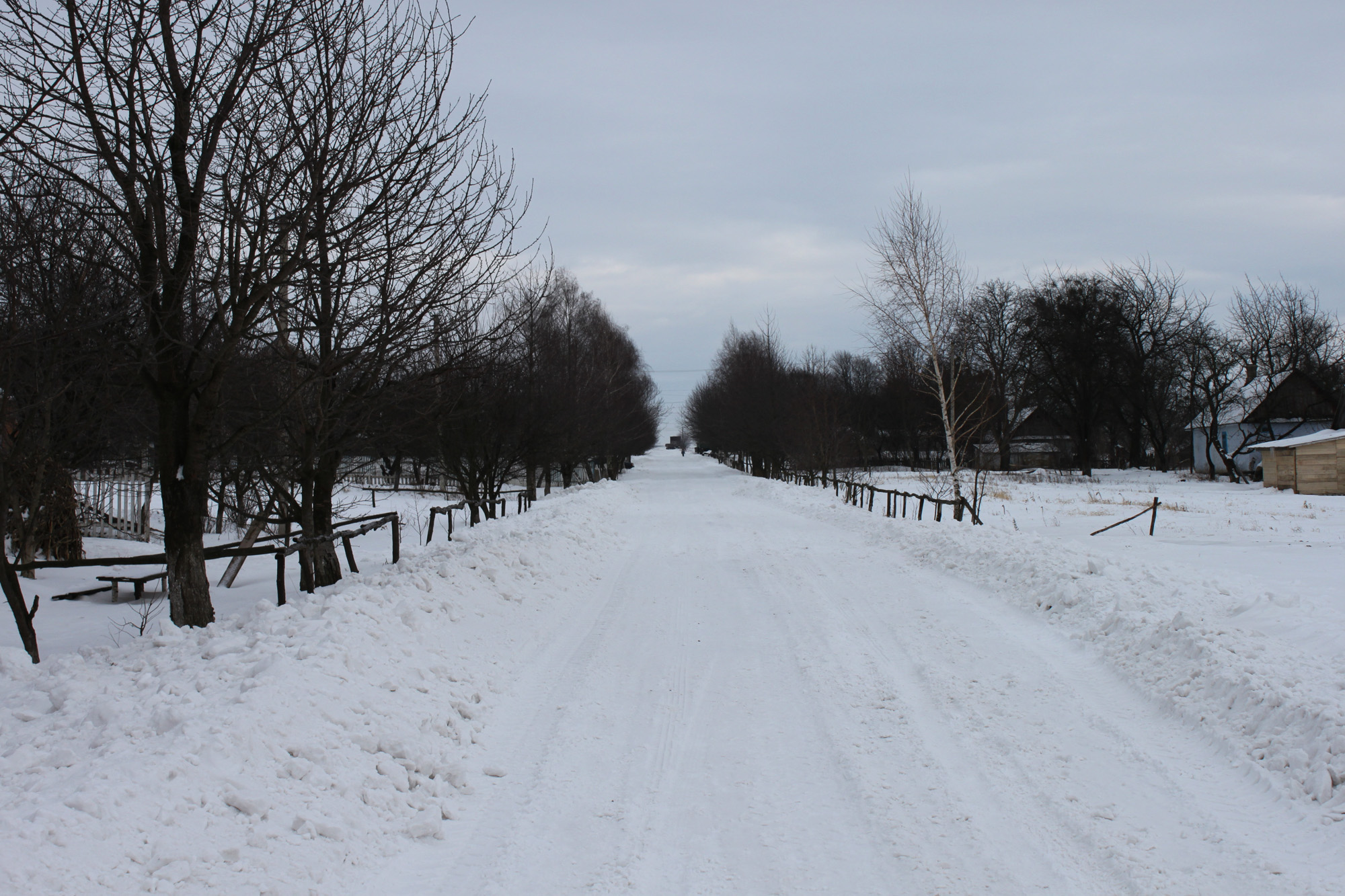

卡利尼夫卡（烏克蘭語：Калинівка），是烏克蘭西北部的村莊，隸屬里夫內州的杜布諾區。該村始建於1650年，面積7.32平方公里，海拔高度235米，2015年人口124，人口密度每平方公里21.3人。